# سیلزویل (آرکانزاس)
سیلزویل (آرکانزاس) (به انگلیسی: Salesville, Arkansas) یک شهر در ایالات متحده آمریکا با جمعیت ۴۵۰ نفر است که در آرکانزاس واقع شده‌است.

## موقعیت جغرافیایی
موقعیت جغرافیایی شهرها و مناطق اطراف به شرح زیر است: